# Yangtze
De Yangtze of Chang Jiang (vereenvoudigd Chinees: 长江; traditioneel Chinees: 長江; pinyin: Chángjiāng; uitspraakⓘ; letterlijk Lange Rivier), historisch Jangtsekiang en Blauwe Rivier genoemd, is de langste rivier in Azië en de derde rivier in lengte op de wereld, na de Nijl in Afrika en de Amazone in Zuid-Amerika.
De rivier wordt ook de Yangzi (扬子江, Yángzǐ Jiāng, uitspraakⓘ,  Yangtze (Kiang) of Da Jiang) genoemd. De naam Yangzi werd oorspronkelijk slechts gebruikt door lokale mensen om naar lagere stroomgebieden van de rivier te verwijzen. Omdat dit echter de naam was die als eerst door missionarissen gehoord werd, is de naam later ook toegepast op de volledige rivier.
De Yangtze is ongeveer 6380 km lang, komt uit in de Oost-Chinese Zee en wordt traditioneel beschouwd als de scheidslijn tussen Noord-China en Zuid-China, hoewel de Gele Rivier hiervoor soms wordt aangemerkt.

## Bovenloop
De bronnen van de Yangtze liggen in Qinghai, ook gekend als Amdo, in centraal China. Het grootste deel van de bovenloop van de Yangtze (van de monding van de Za Qu (of Batang) in de Tongtian tot bij de samenvloeiing met de Min Jiang in het Rode Bekken) draagt de naam Jinsha. Deze naam voor dit deel van de rivier is al bekend sinds de Song-dynastie.
Het gedeelte boven de monding van zijrivier Za Qu nabij de stad Jyekundo (Gyêgu in het Chinees), draagt de naam Tongtian. Deze Tongtian heeft een drietal belangrijke bronrivieren: de Tuotuo, de Dam Chu (of Dangqu) en de Chumar. De Tuotuo heeft de hoogste bronnen, maar die van de Dam Chu liggen het verst van de monding. Beiden liggen in de prefectuur Yushu. Door de geschiedenis ingegeven en officieel door de Chinese overheid erkend vormt de Tuotuo het begin van de Yangtze. De Tuotuo ontstaat op 5342 meter hoogte uit een gletsjer net ten westen van de berg "Geladandong" in het Tanggula-gebergte in het zuidwesten van Qinghai. De Tuotuo wordt in het Tibetaans ook wel Maqu genoemd en in het Mongools is dit Ulaan Mörön. Beiden betekenen Rode Rivier, naar de kleur van het water in de rivier.
De Dam Chu ontstaat in een drasland op 5170 meter hoogte naast de heuvel "Jari", zo'n 325 kilometer ten zuiden van Geladandong. Bij de samenvloeiing van Tuotuo en Dam Chu ontstaat de Tongtiang-rivier. Na een tijdje voegt ook de derde bronrivier, de Chumar, zich bij de Tongtian. Vanaf Jyekundo (Gyêgu in het Chinees), waar de Za Qu zich bij de Tongtiang voegt op een hoogte van ongeveer 3600 meter, draagt de rivier de naam Jinsha. Hierna stroomt de Jinsha naar het zuidoosten om daarna geleidelijk naar het zuiden te draaien. De Jinsha passeert onder meer in de buurt van Derge en Batang in Kham. Bij Batang bedraagt de hoogte nog ongeveer 2500 meter. In Kham duikt de Yangtze de bergen van de Hengduan Shan in.
Tussen de Mekong of Lancang Jiang en de Jinsha ligt het Ningjing-gebergte, meer zuidelijk is dit het Yun-gebergte, de Yunling Shan. De Jinshan vormt voor 400 kilometer de westelijke grens van de provincie Sichuan: eerst met Qinghai, dan met de prefectuur Qamdo in de Tibetaanse Autonome Regio en ten slotte met de provincie Yunnan. Het dal, waar de rivier door stroomt, wordt geleidelijk aan zeer diep. Ten westen van de rivier, tussen de Yangtze en Mekong, ligt de Yunling Shan, een deel van de Hengduan Shan. Ten oosten van de rivier, tussen Yangtze en Yalong, liggen de Shaluli-bergen, die ook deel van de Hengduan Shan vormen. Dit deel van de bovenloop is deel van het beschermd gebied van drie parallelle rivieren in Yunnan, een natuurgebied dat opgenomen is in de werelderfgoedlijst van de UNESCO. De rivier stroomt hier ongeveer 25 kilometer ten westen van de stad Shangri-La.
Bij Shigu (soms Shiguzhen) maakt de Jinsha een eerste grote bocht, naar het noordoosten. Hier ligt de oude stad Lijiang een kleine twintig kilometer verwijderd van de rivier. De rivier ligt hier op een hoogte van 1900 meter. Vervolgens gaat de rivier eerder noordwaarts, dwars door de Yunling Shan, door de zogeheten Tijgersprongkloof. Hierna draait ze terug naar het zuiden om Lijiang nogmaals te passeren, nu langs de oostzijde, op een hoogte van ongeveer 1400 meter.
De rivier draait naar het oosten en na de stad Panzihua voegt de Yalong, een belangrijke zijrivier, zich bij de Yangtze op een hoogte van ongeveer 1000 meter. Hierna draait de rivier opeenvolgend naar het zuiden, oosten en terug naar het noordoosten. Hier bevindt zich net ten westen van de 4000 meter hoge berg Yaoshan de Baihetandam. De bouw hiervan is in 2008 begonnen en de dam is in 2022 in gebruik genomen. De waterkrachtcentrale heeft 16 turbines van 1000 MW en is zo de krachtigste waterkrachtcentrale ter wereld na de Drieklovendam. Zo'n 150 kilometer verder, ongeveer 100 kilometer voor Yibin, passeert deze Jinsha de Xiluodu-dam, de vierde hoogste dam ter wereld met de derde grootste waterkrachtcentrale van de wereld met 13 860 MW.

## Middenloop
Bij Yibin komt de Yangtze in het Rode Bekken uit, het historische centrum van Sichuan. Hier voegt de zijrivier met het meeste water, de Min Jiang zich bij de rivier en vanaf hier is de rivier bevaarbaar. Een belangrijke zijrivier van de Min Jiang is de Dadu. De Yangtze stroomt vervolgens door Chongqing, de grootste stad van Sichuan.
De rivier verlaat het Rode Bekken om zich door het Wu-gebergte naar het oosten te begeven.
De Drieklovendam in de Yangtze is juni 2003 in gebruike genomen. Het project is het grootste irrigatieproject in de wereld. Het is de bedoeling dat de dam mensen beschermt die langs de rivierstroom leven en in het verleden herhaaldelijk de dupe zijn geworden van overstromingen. Tevens zal de dam hen van elektriciteit en water voorzien.

## Benedenloop
Een kleine honderd kilometer na de Drieklovendam verlaat de rivier de bergen en stroomt de rivier door de vlakte naar de Oost-Chinese Zee. Een belangrijke zijrivier is hier de Qīng Jiāng. Wat verder is er een verbinding tussen de Yangtze en het Dongtingmeer, dat als buffer dient voor het water in de Yangtze. In de zomer, wanneer de waterstand in de Yangtze hoog is, stroomt veel water van de rivier naar het Dongtingmeer, dat hierdoor tot zeven keer groter kan worden. De Yangtze komt door Wuhan en Nanjing. De Wuhan-Yangtze-brug werd in 1957 bij Wuhan in gebruik genomen en was toen de meest oostelijke brug over de rivier. De Rivierdelta van de Yangtze begint bij Nantong. De Sutongbrug ligt daar net voor. De rivier mondt bij Shanghai in zee uit.
Transport over de Yangtze is belangrijk voor de economie van China, de rivier verbindt het binnenland met de kust. Het verkeer via de rivier omvat commercieel vrachtvervoer met bulkgoederen zoals steenkool, vervaardigde goederen en het vervoer van passagiers. Cruises over de rivier zijn populair, er is in China steeds meer toerisme.
Overstromingen van de rivier zijn een voorkomend probleem. Een overstroming kostte in 1954 rond de 30.000 mensen het leven. Andere zware overstromingen waren die van 1911, met ongeveer 100.000 slachtoffers, 1931 met 145.000 doden en 1935 met 142.000 doden.
Bij de stad Nanjing werd in 1968 een brug over de Yangtze geopend die toentertijd de langste vaste oeververbinding ter wereld was.

## Afbeeldingen

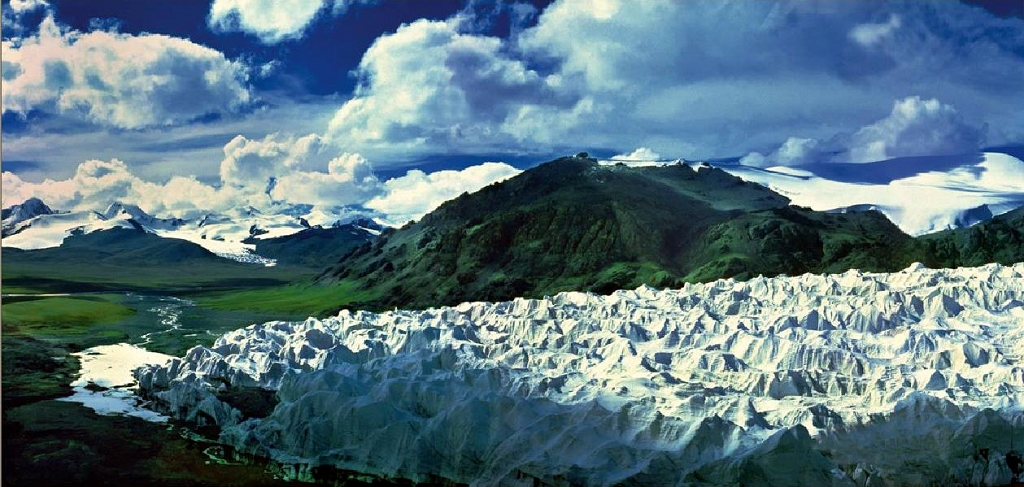
Gletsjer in het Tanggula-gebergte in Qinghai
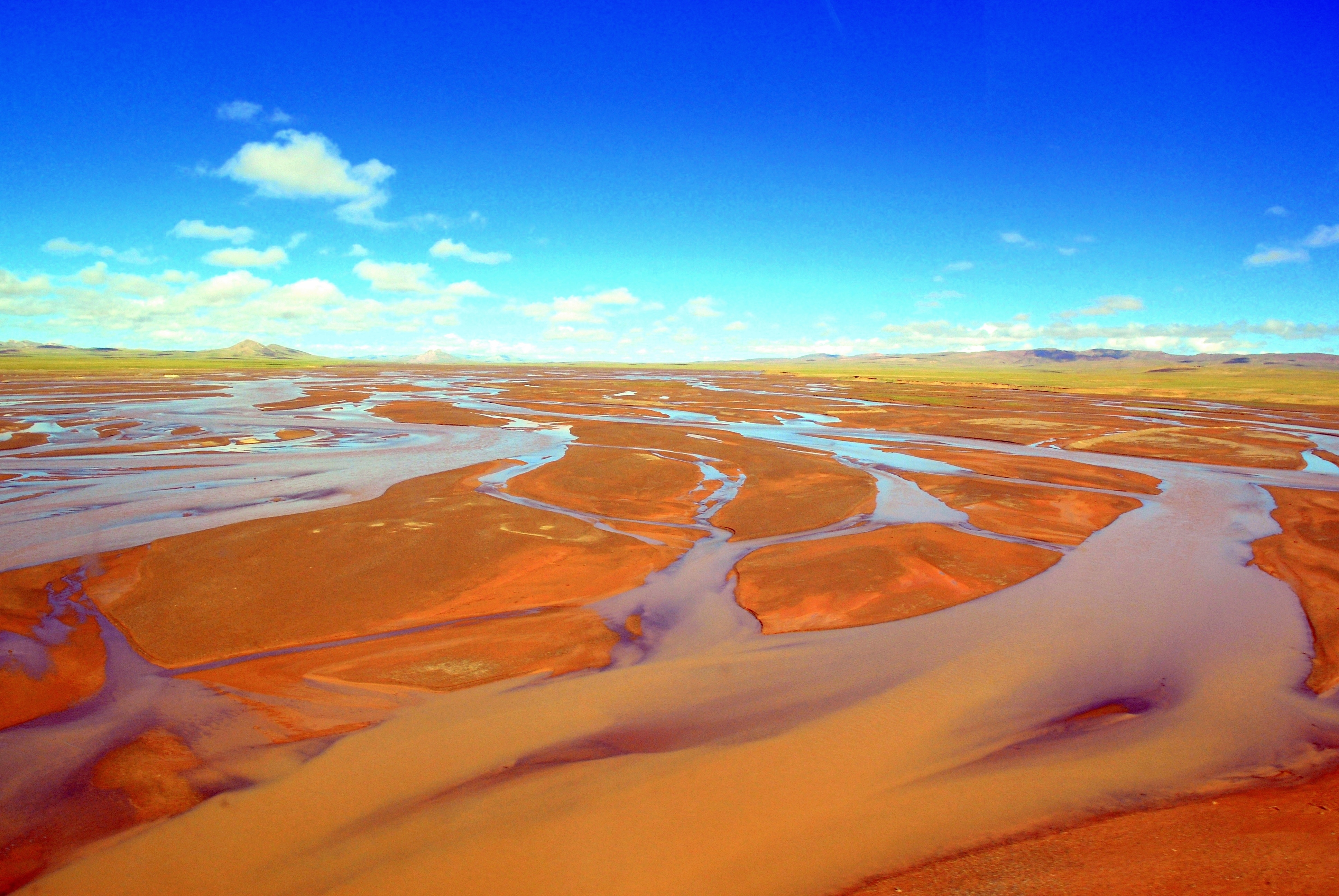
Tuotuo of Rode Rivier
Eerste bocht van 180°
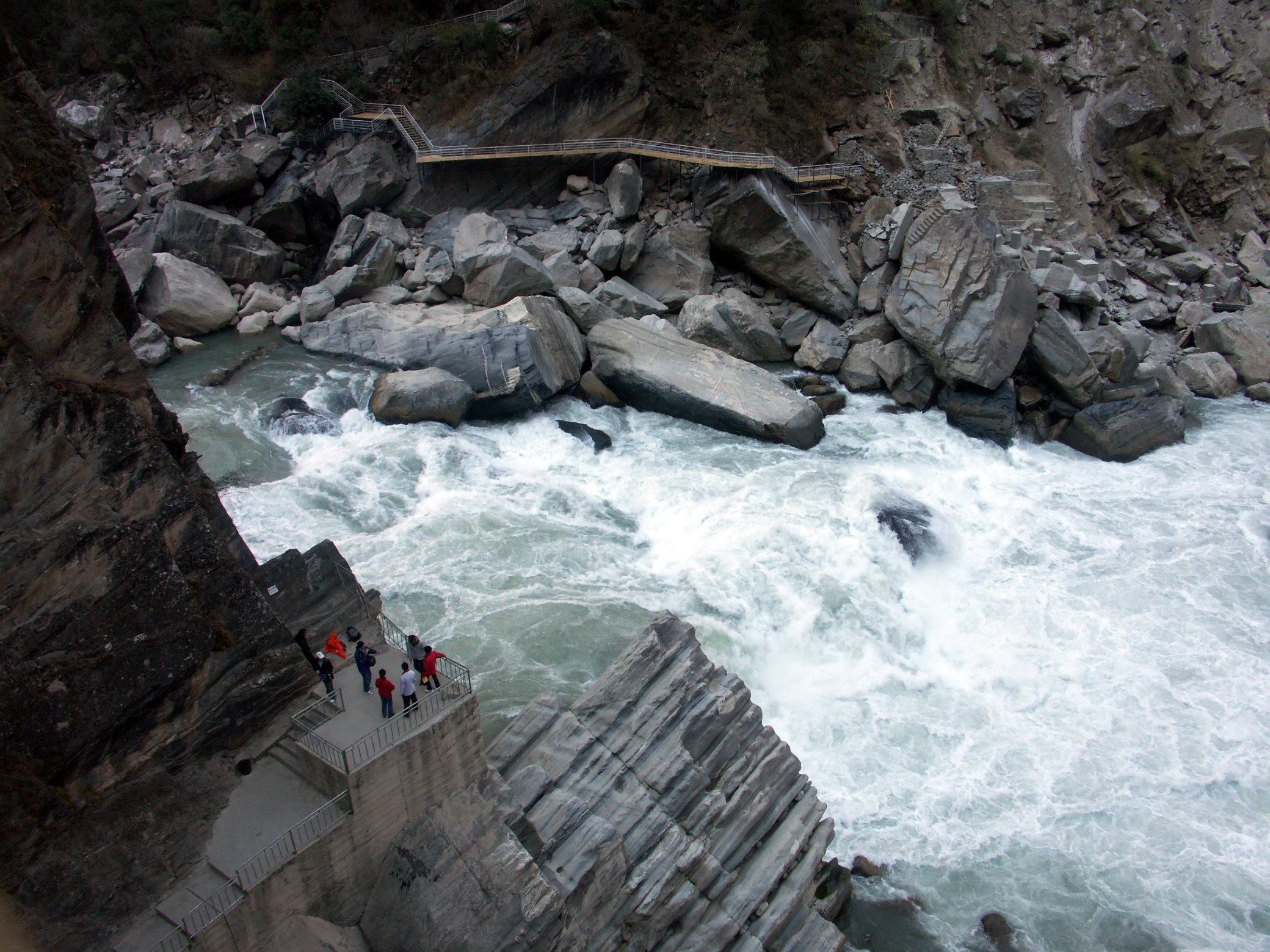
Tijgersprongkloof
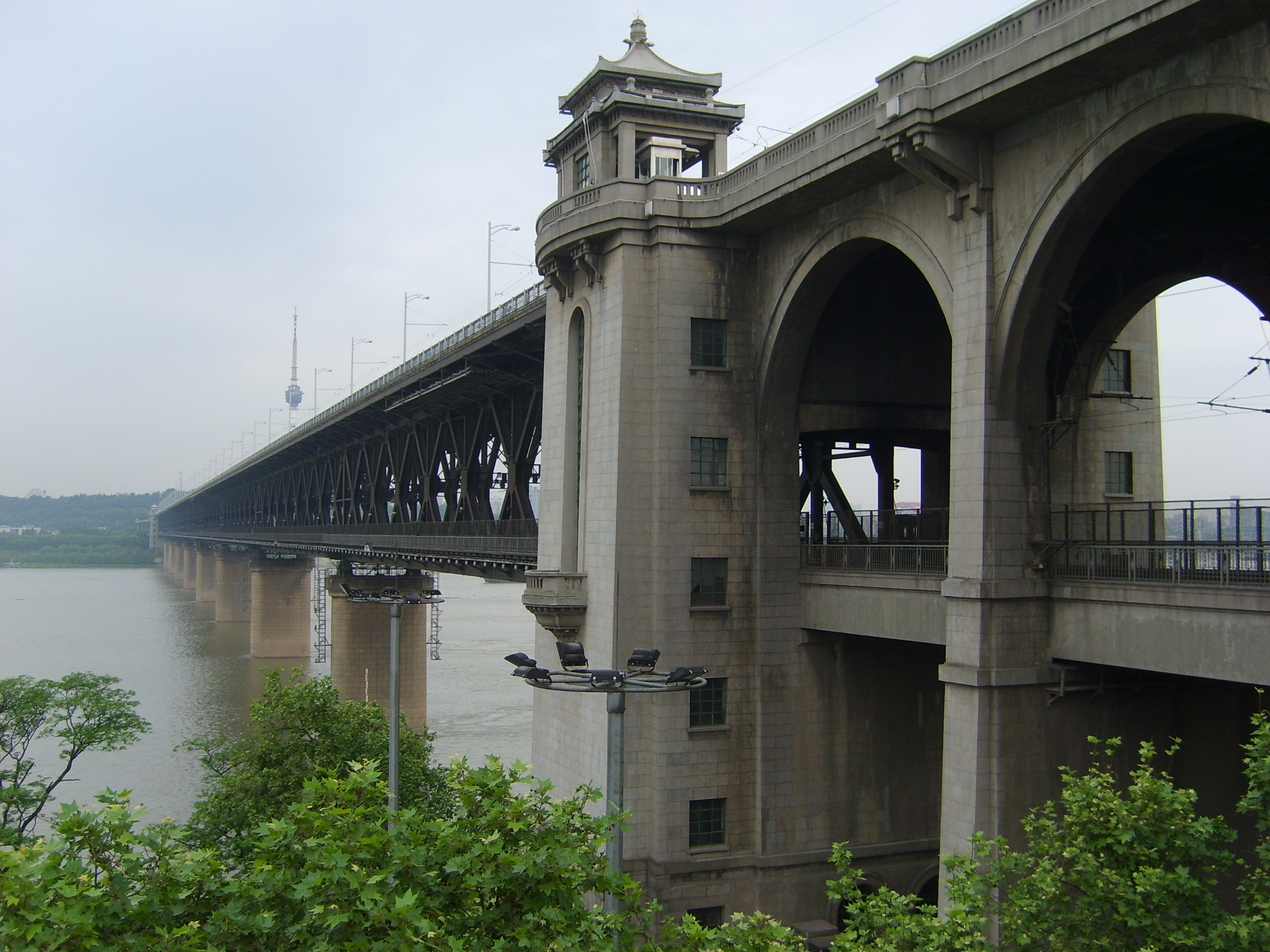
Wuhan-Yangtze-brug
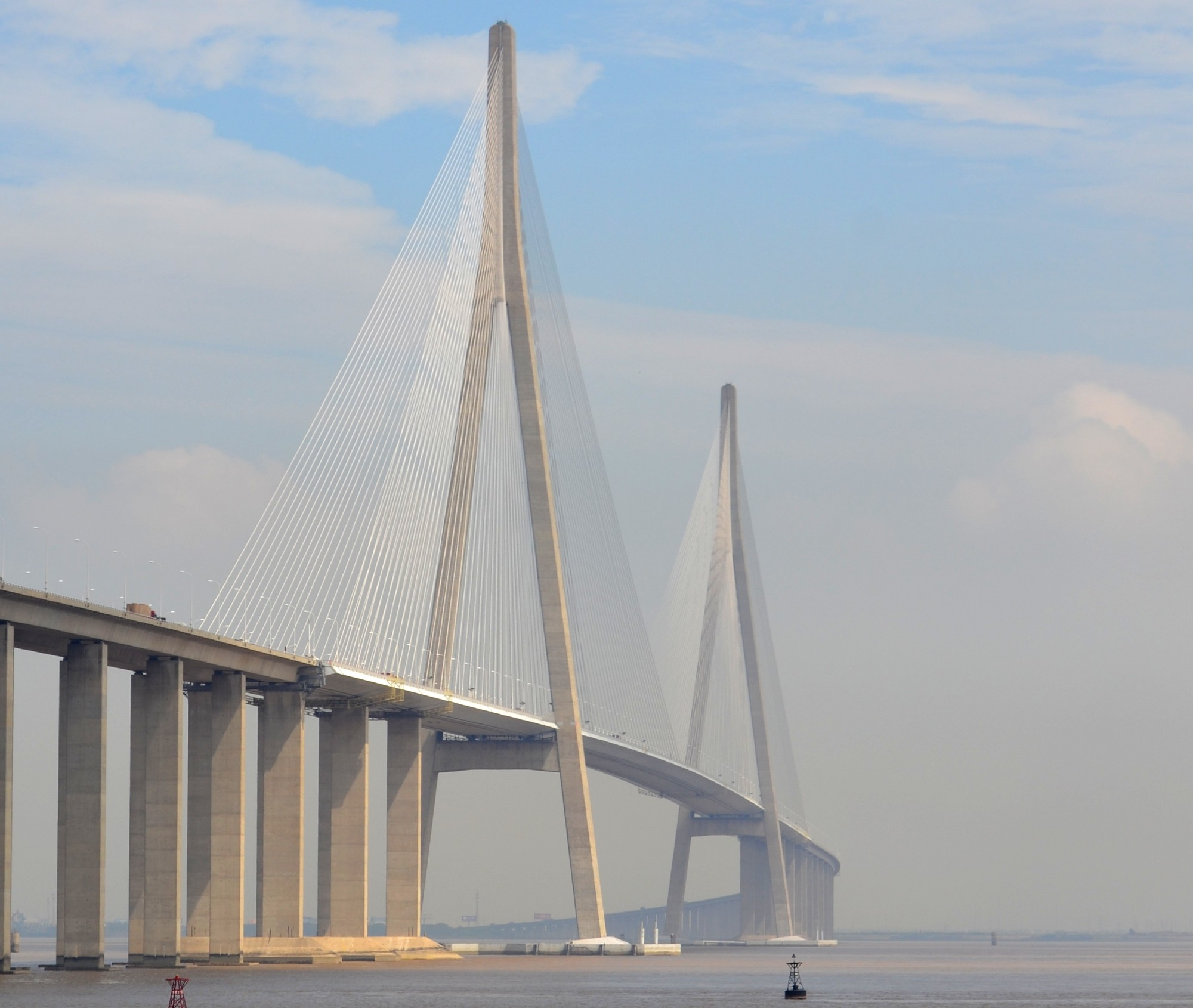
Sutongbrug bij Nantong

## Grootste steden langs de rivier
- Panzhihua
- Yibin
- Luzhou
- Chongqing
- Yichang
- Jingzhou
- Yueyang
- Xianning
- Wuhan
- Ezhou
- Huangshi
- Jiujiang
- Anqing
- Huanggang
- Chaohu
- Chizhou
- Tongling
- Wuhu
- Hefei
- Chuzhou
- Maanshan
- Taizhou
- Yangzhou
- Zhenjiang
- Nanjing
- Nantong
- Shanghai

## Rivieren
- Lijst van rivieren in China
- Lijst van langste rivieren ter wereld

- Biblioteca Nacional de España: XX459168
- Bibliothèque nationale de France: cb11963625t (data)
- Gemeinsame Normdatei: 4109116-4
- Library of Congress Control Number: sh85148991
- National Archives and Records Administration: 10038654
- Bibliotheek van het Japanse parlement: 00647676
- Nationale Bibliotheek van Tsjechië: ge134239
- Nationale Bibliotheek van Israël: 987007531844905171
- Système universitaire de documentation: 027637573
- Virtual International Authority File: 316430492